# Estevan Oriol
Estevan Oriol (* in Santa Monica, Kalifornien) ist ein mexikanisch-US-amerikanischer Fotograf und Regisseur. Seine Werke reflektieren hauptsächlich die Urban- und Gang-Kultur von Los Angeles. Er ist vor allem bekannt für seine Fotografien sowie Musikvideo-Produktionen. Er ist Partner der Modemarke Joker Brand Clothing und Mitglied der Gruppierung Soul Assassins.

## Karriere
Oriol, Sohn von Eriberto Oriol, begann seine Karriere als Türsteher in Hip-Hop-Clubs, später ging er mit Cypress Hill und House of Pain auf Tour und managte sie. In dieser Zeit fing Oriol an, sein Leben zu dokumentieren.
Seine Reputation erlaubte es ihm, Gangmitglieder sowie Berühmtheiten zu fotografieren. Oriol arbeitete mit Danny Trejo, Cypress Hill, Eminem, Snoop Dogg, Rise Against, Tech N9ne, 50 Cent und vielen weiteren zusammen. Seine Werke erscheinen in verschiedenen Magazinen wie dem Rolling Stone, Complex, FHM, GQ, Vibe, The Source und vielen mehr.
2004 nahm Oriol an der Darstellung des weltweit erfolgreichen Videospiels Grand Theft Auto: San Andreas teil.
Später begann Oriol, Musikvideos für verschiedene Rap- und Rock-Künstler zu produzieren. Außerdem veröffentlichte er zahlreiche Bücher und Kalender, unter anderem das Buch LA Woman, das 2009 erschien.
Er wohnt im San Fernando Valley und hat drei Söhne und eine Tochter. 2013 drehte er mit dem Tattookünstler Trigz (bürgerlich Michael Christopher Pebley) in der Rolle des Moderators die mehrteilige Doku-Serie Tattoo Stories.
Oriol führte Regie und stand im Mittelpunkt der Netflix-Dokumentation LA Originals aus dem Jahr 2020, in der er sein Leben und das von Mister Cartoon als kreative Chicanos, Botschafter und Wegbereiter in Kunst, Hip-Hop und Gegenkultur weltweit aufzeichnete.

## Video-/Filmografie (Auswahl)

### Musikvideos
- Ikarus von Kontra K
- Puff Puff von Omik K.
- Saturday Night von Travis Barker
- 16 16 Six von The Drips
- Lights Out von P.O.D.
- Not Now von Blink-182
- What I Can’t Describe von The Transplants
- Gangsters & Thugs von The Transplants
- Swing Life Away von Rise Against
- Like Yeah von Tech N9ne
- Criminal Set von Xzibit
- Stronger von TRUSTcompany
- Down von Blink-182
- Funky Beat von Big Red
- Shit on You von D12
- Dr. Greenthumb von Cypress Hill
- Do Something von Dyme Def
- Traffic von the Reyes Bros.
- Fish von Bambu
- Hold You Down von The Alchemist